# 普門寺 (川口市)
普門寺（ふもんじ）は、埼玉県川口市本蓮にある真言宗智山派の寺院である。山号は熊野山（ゆやさん）。院号は観音院。本尊は大日如来（胎蔵界）である。
境内にある観音堂の本尊は正観世音菩薩で、武蔵国三十三観音霊場の第24番札所。